# عقد للقتل (فلم)
عقد للقتل (بالإنجليزية: Contract to Kill) هو فيلم حركة تم إنتاجه في الولايات المتحدة وصدر سنة 2016 بطولة ستيفن سيغال.

## القصة
قصته حول عميل المخابرات المركزية الأمريكية «هارمون» والذي يقوم بالتحري عن الإرهابيين العرب الموجودين في «المكسيك». يسافر «هارمون» بصحبة فريقه: عميلة المباحث الفيدرالية الجميلة «زارا» و«شارب» إلى «إسطنبول» حيث يكشف عن مخطط وحشي مفاده أن الإرهابيين العرب يخططون لاستخدام مسالك صحراء «سورونا» لتهريب أسلحة مميتة إلى الولايات المتحدة الأمريكية. لكي يمنع هذا الهجوم على الولايات المتحدة يجب على «هارمون» أن يبذل قصارى جهده قبل نفاذ الوقت.

## وصلات خارجية
- مقالات تستعمل روابط فنية بلا صلة مع ويكي بيانات

عقد للقتل على IMDb
عقد للقتل على Rotten Tomatos